# (346) Hermentaria
(346) Hermentaria – planetoida z pasa głównego asteroid okrążająca Słońce w ciągu 4 lat i 247 dni w średniej odległości 2,8 j.a. Została odkryta 25 listopada 1892 roku w Observatoire de Nice w Nicei przez Auguste Charloisa. Nazwa planetoidy pochodzi od miejscowości Herment we Francji. Przed jej nadaniem planetoida nosiła oznaczenie tymczasowe (346) 1892 P.